# حساب الموتر
في الرياضيات، حساب الموتر (بالإنجليزية: Tensor calculus)‏ أو تحليل الموتر أو حساب ريتشي هو امتداد لحساب التفاضل والتكامل لحقول الموتر (الموتر الذي قد يختلف على مدى مشعب، على سبيل المثال في الزمكان).
قام بتطويره غريغوريو ريتشي وطالبه توليو ليفي تشيفيتا، وقد استخدمه ألبرت أينشتاين لتطوير نظريته في النسبية العامة. يحتوي حساب الموتر على العديد من التطبيقات الواقعية في الفيزياء والهندسة، بما في ذلك المرونة وميكانيكا الأوساط المتصلة والكهرومغناطيسية والنسبية العامة ونظرية الحقل الكمومي.